# William Smith (geoloog)

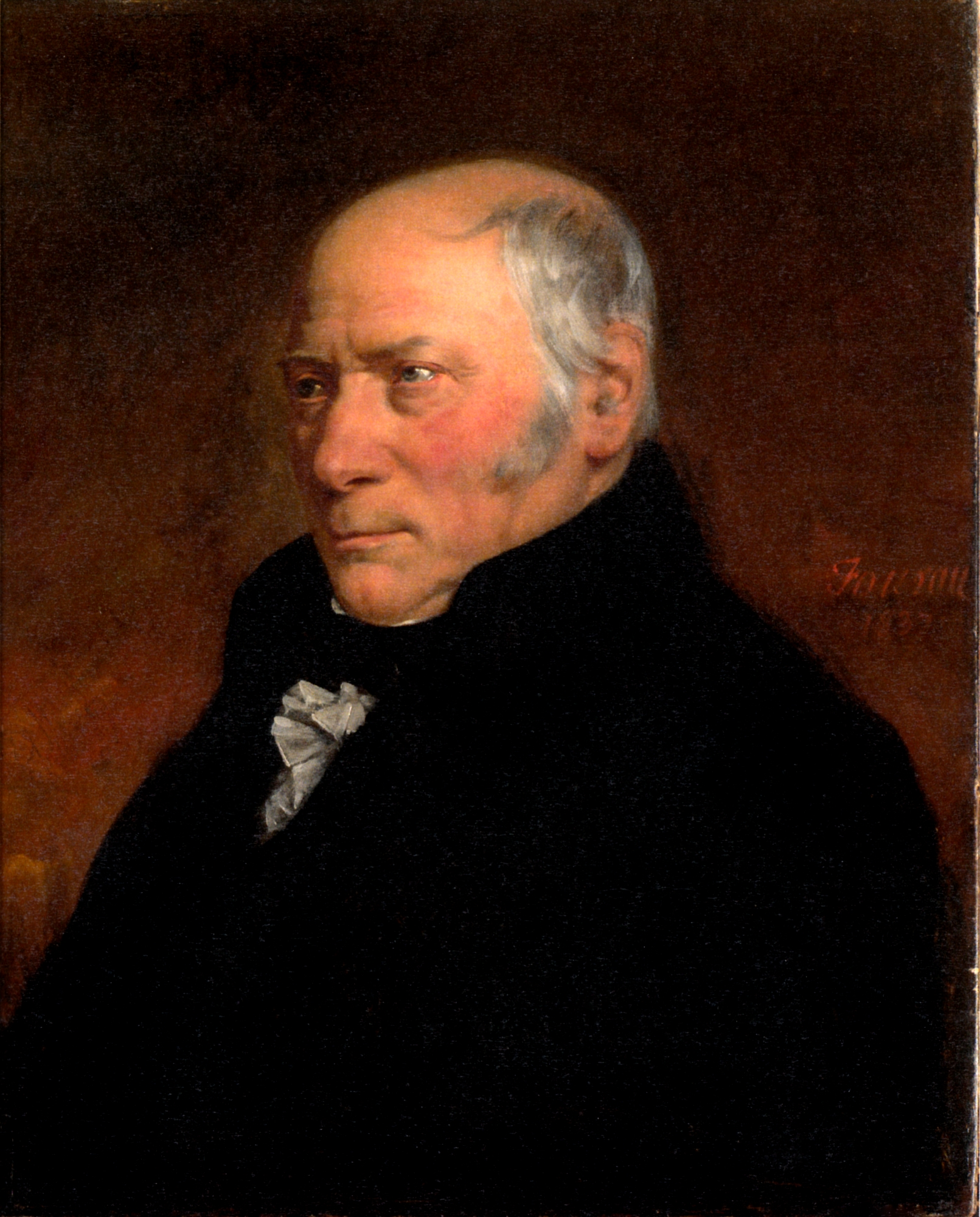
William Smith

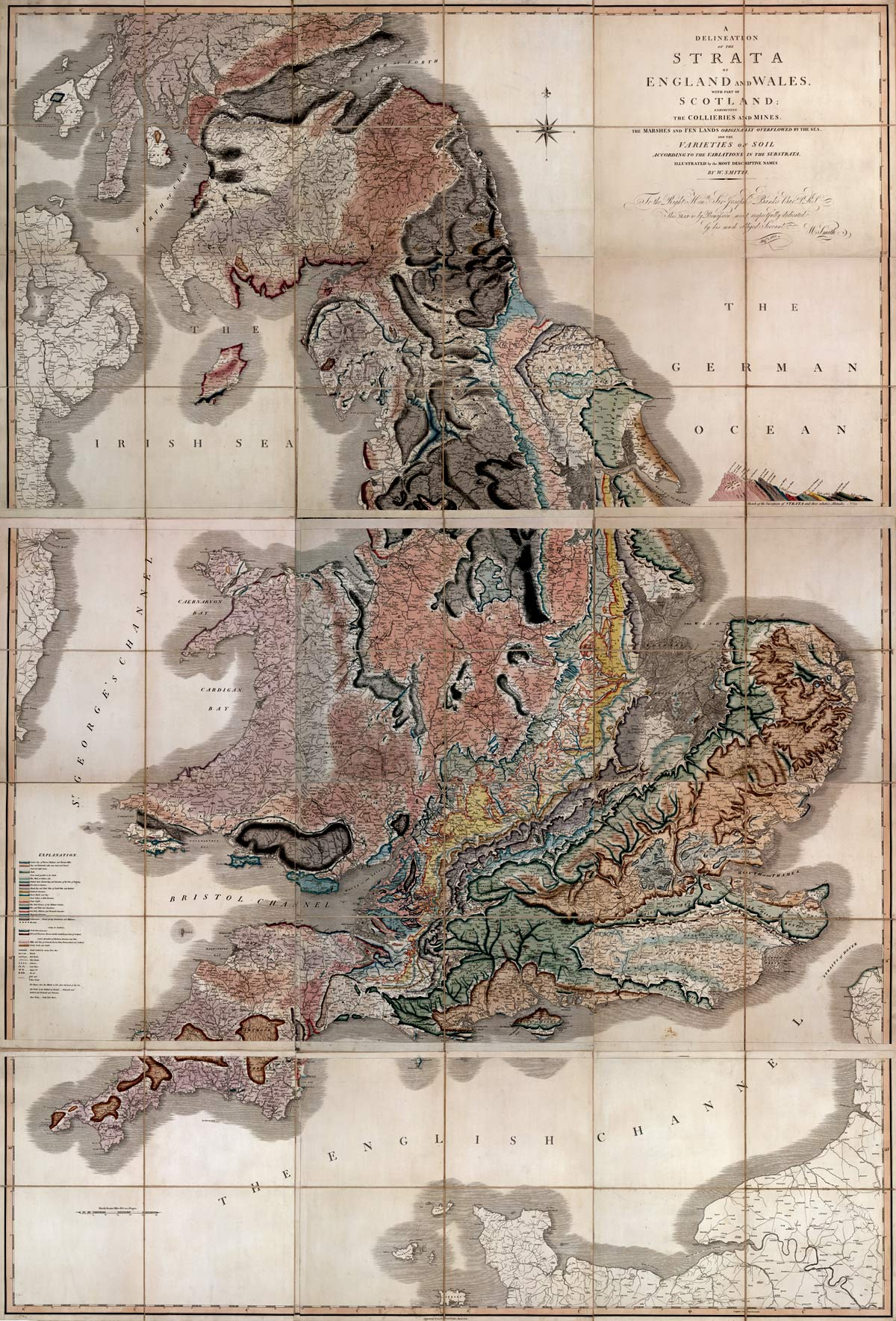
William Smith publiceerde de eerste geologische kaart van Engeland (1815) die de standaard werd voor alle latere geologische kaarten

William Smith (Churchill (Oxfordshire), 23 maart 1769 - Northampton, 28 augustus 1839) was een Engelse ingenieur en geoloog, die als eerste stelde dat fossielen in een bepaalde volgorde voorkomen in gesteentelagen. Hij wordt dan ook de 'vader van de stratigrafie' genoemd. Ook maakte hij de eerste geologische kaart. Tijdens zijn leven werd op zijn werk veel plagiaat gepleegd, waardoor hij financieel werd geruïneerd en in de gevangenis belandde. Pas later in zijn leven kreeg men waardering voor zijn werk.

## Gidsfossielen
Smith werkte vanaf 1787 als landmeter, onder andere voor het bedrijf dat het Somerset Coal Canal aanlegde. Door zijn werk voor de kolenmijnen raakte hij geïnteresseerd door de opeenvolging van lagen in het gesteente, waarin de steenkool werd aangetroffen. Hij merkte dat de volgorde van de lagen niet willekeurig was en zichzelf vaak herhaalde. Ook constateerde hij dat de fossielen in elke laag anders waren. Op verschillende plekken was een laag te herkennen aan de daarin voorkomende fossielen. Hij deelde strata (lagen) daarom in op basis van de daarin voorkomende fossielen. Zijn hypothese was dat er een bepaalde opeenvolging in het voorkomen van fossielen zat. Later zou de Duitse geoloog Leopold von Buch een fossiel dat typisch is voor een bepaalde laag of formatie een gidsfossiel noemen.

## Geologische kaarten en profielen
Ook zag Smith dat de helling van lagen aan het oppervlak soms klein was, maar in lagen ouder dan het Trias vaak veel groter kon zijn (in feite ontdekte hij hiermee de discordantie die is veroorzaakt door de Hercynische orogenese). Smith begon nu te onderzoeken of zijn hypothese over de volgorde van het voorkomen van fossielen klopte, en op welke schaal gesteentelagen in de ondergrond van Engeland doorliepen. Om dit te onderzoeken tekende hij geologische profielen, hij kreeg de bijnaam Strata Smith vanwege zijn belangstelling voor gesteentelagen. In 1799 werd hij ontslagen als landmeter. In datzelfde jaar maakte hij de eerste geologische kaart op grote schaal, van de regio rond Bath. In 1815 publiceerde hij de eerste geologische kaart van Groot-Brittannië. Hij had ontdekt dat door gebruik te maken van verschillende kleuren geologische lagen op een kaart kunnen worden aangegeven. Nu had hij behalve profielen ook een bovenaanzicht, waarmee lagen te volgen waren. In 1817 publiceerde hij een geologisch oost-west profiel door Engeland en Wales, van Londen tot de Snowdon.

## Bankroet en latere erkenning
Omdat zijn kaarten al snel gekopieerd werden en tegen lagere tarieven aangeboden, kwam Smith in financiële problemen en moest hij zich uiteindelijk bankroet verklaren. Van 1817 tot 1819 zat hij in de gevangenis omdat hij niet in staat was zijn schuldeisers te betalen. Daarna ging hij weer als landmeter werken. Wetenschappelijke erkenning kwam pas laat, ook omdat Smith niet van adel was, zoals gebruikelijk was in kringen van natuurwetenschappers in die tijd. In 1831 werd hij onderscheiden met de Wollaston medaille door de Geological Society, waarbij de president van de society, Adam Sedgwick, hem "vader der Engelse geologie" noemde. In 1835 ontving hij een eredoctoraat van de Universiteit van Dublin. Hij hielp mee met het selecteren van geschikte gesteenten voor de bouw van het Palace of Westminster.
Naar Smith zijn vernoemd:
- een krater op Mars
- een jaarlijkse lezing van de Geological Society

- Bibsys: 11025238
- Bibliothèque nationale de France: cb12566759k (data)
- CiNii: DA19849136
- Stuttgart Database of Scientific Illustrators 1450–1950: 4271
- Gemeinsame Normdatei: 117635138
- International Standard Name Identifier: 0000 0001 0804 9667
- Library of Congress Control Number: n86084756
- Bibliotheek van het Japanse parlement: 00967143
- Nationale Bibliotheek van Tsjechië: xx0020968
- Nationale Bibliotheek van Israël: 987007429982205171
- Nederlandse Thesaurus van Auteursnamen: 300927444
- Istituto Centrale per il Catalogo Unico: PUVV293385
- SNAC: w6qf97c2
- Système universitaire de documentation: 060578092
- Virtual International Authority File: 120733532
- WorldCat: E39PBJqKddqjQCqHYwQvxw97HC